# Léon Weil
Pour les articles homonymes, voir Weil.
Léon Roger Weil, né le 16 juillet 1896 et décédé au Val-de-Grâce le 6 juin 2006 à l'âge de 109 ans, était le septième dernier poilu français.
Mobilisé à 20 ans, il est incorporé au 5e bataillon de chasseurs alpins en Alsace et participe en 1917 à la bataille du Chemin des Dames (plus de 150 000 morts). Il participe également à la Seconde Guerre mondiale, il s'engage dans la Résistance, sous le pseudonyme de Victor. Après la guerre, il est représentant dans la confection féminine. Passionné de théâtre et de boxe, il a continué à nager jusqu'à l'âge de 102 ans.
Léon Roger Weil repose au cimetière communal de Créteil  dans le Val-de-Marne.

## Distinctions
- Chevalier de la Légion d'honneur
- Médaille militaire
- Croix de guerre 1914–1918
- Croix de guerre 1939–1945 avec étoile de bronze
- Croix du combattant volontaire de la Résistance